# Beskidy Środkowe

Słowacki podział Beskidów

Beskidy Środkowe (słow. Nízke Beskydy; 513.7) – masyw górski łączący Beskidy Zachodnie z Beskidami Wschodnimi. Na obszarze Polski zajmują powierzchnię ok. 2100 km². Do tej części Beskidów należą:
- Beskid Niski – najwyższy szczyt: Busov (1002 m n.p.m.), w części polskiej Lackowa (997 m n.p.m.)
- Pogórze Ondawskie na Słowacji

Beskidów Środkowych nie należy mylić z wyróżnianymi na Słowacji górami o nazwie Stredné Beskydy, których dosłowne tłumaczenie to Beskidy Środkowe – są to góry leżące według polskich podziałów w Beskidach Zachodnich.